# Perückenstrauch
Der Perückenstrauch (Cotinus coggygria), auch Gewöhnlicher Perückenstrauch, Perückenbaum, Fisettholz, Fisetholz oder Färbersumach, Schmack, Venezianischer, Ungarischer oder Tiroler Sumach genannt, ist eine Pflanzenart aus der Gattung Perückensträucher (Cotinus) innerhalb der Familie der Sumachgewächse (Anacardiaceae).
In Mitteleuropa bildet sich meist von September bis Oktober ein auffällig wolliger Fruchtstand, auf den die Bezeichnung Perückenstrauch zurückgeht. 

## Beschreibung

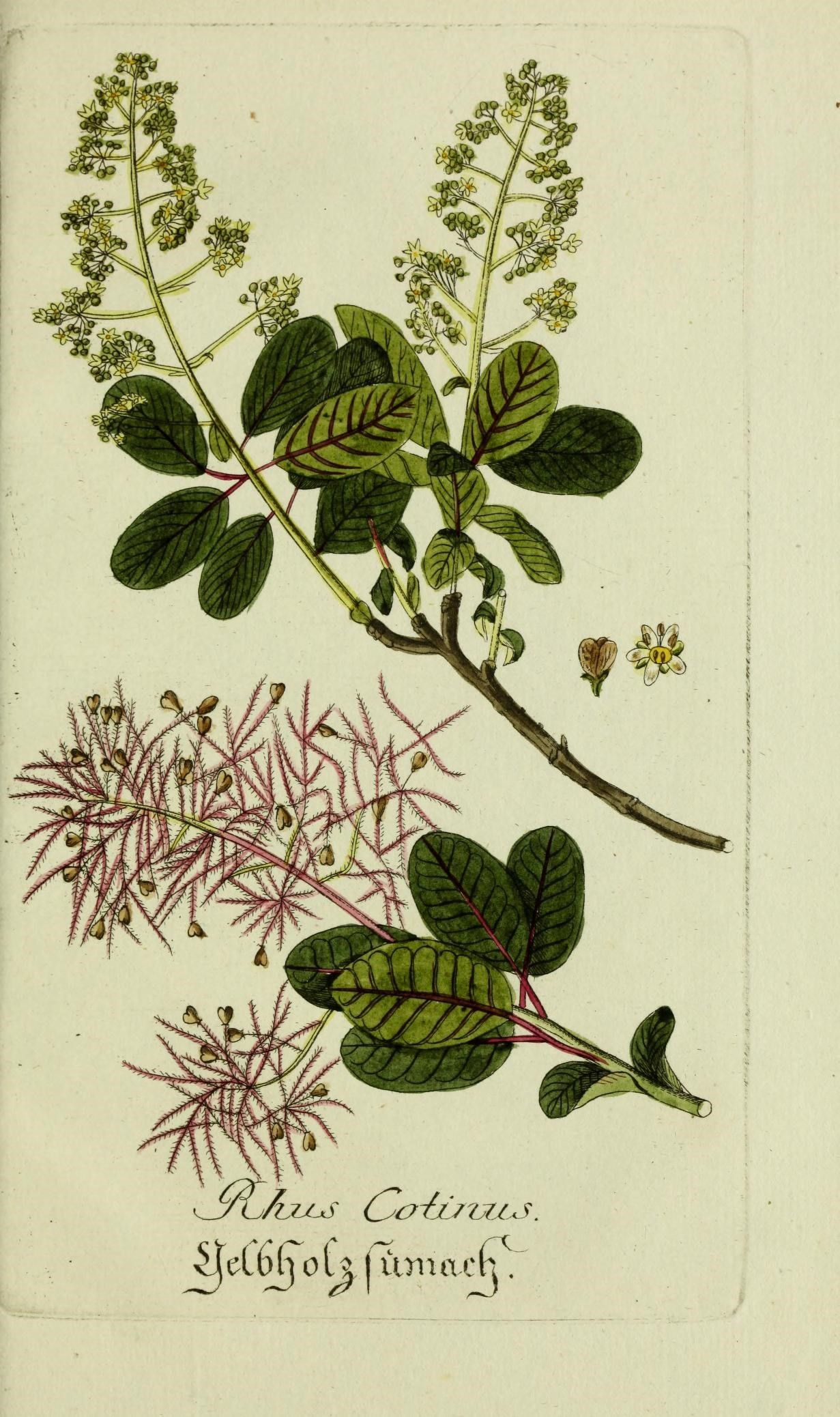
Illustration aus Plantarum indigenarum et exoticarum icones ad vivum coloratae, oder, Sammlung nach der Natur gemalter Abbildungen inn- und ausländischer Pflanzen, für Liebhaber und Beflissene der Botanik

### Vegetative Merkmale
Der sommergrüne, laubabwerfende Perückenstrauch wächst als sparriger, breitbuschiger Strauch und kann Wuchshöhen von meist bis zu 3 (1 bis 5) Metern erreichen. Die Rinde junger Zweige ist hell- bis rotbraun, kahl, gerieft und besitzt viele Korkwarzen (Lentizellen). Die Borke ist grau-bräunlich und kleingefeldert, leicht rissig, furchig und schuppig; mit schmalen Streifen.
Die wechselständig angeordneten Laubblätter sind in Blattstiel und -spreite gegliedert. Der dünne Blattstiel ist 3 bis 4 Zentimeter lang. Die einfache, meist kahle Blattspreite ist bei einer Länge von 3 bis 9 Zentimetern sowie einer Breite von 2,5 bis 6 Zentimetern elliptisch bis rundlich oder eiförmig bis verkehrt-eiförmig mit gerundetem bis rundspitzigem oberen Ende. Der Blattrand ist ganz. Es liegt Fiedernervatur vor mit sechs bis elf Paaren auf der Blattunterseite vorstehenden Seitennerven. Die Laubblätter sind grün, bei bestimmten Sorten auch rot bis dunkelrot gefärbt und verfärben sich im Herbst noch einmal gelborange bis scharlachrot.

### Generative Merkmale
Die Blütezeit reicht je nach Standort von Februar bis August. Der Perückenstrauch ist meist einhäusig gemischtgeschlechtig (monözisch), seltener trimonözisch. Die gemischten und weit ausladenden, lockeren rispigen Blütenstände sind leicht behaart und enthalten sehr viele Blüten. An den Seitenachsen und Verzweigungen sind Tragblätter vorhanden. Der Blütenstiel ist 7 bis 10 Millimeter lang.
Die zwittrigen oder meist eingeschlechtigen Blüten sind bei einem Durchmesser von etwa 3 Millimetern radiärsymmetrisch und meist fünfzählig mit doppelter Blütenhülle. Der kahle, grüne Kelch mit dreieckigen Zipfeln ist 1,2 Millimeter lang sowie 0,8 Millimeter breit. Die weißlichen bis gelben Kronblätter sind bei einer Länge von 2 bis 2,5 Millimetern sowie einer Breite von etwa 1 Millimetern eiförmig. Die fünf kurzen Staubblätter sind etwa 1,5 Millimeter lang mit eiförmigen Staubbeuteln, die etwa gleich lang sind wie die Staubfäden. Der fünflappige, kahle und fleischige Diskus ist orange-gelb, -braun. Der fast kugelige, oberständige und einkammerige Fruchtknoten weist einen Durchmesser von etwa 0,5 Millimetern auf. Es sind drei freie, ungleiche und oft seitliche Griffel mit kopfigen Narben vorhanden. Bei den männlichen Blüten ist ein Pistillode vorhanden und bei den weiblichen Staminodien.
Die kahlen, rötlich-braunen und netznervig geaderten, eher trockenen und sehr leichten Steinfrüchte sind bei einer Länge von 4 bis 5 Millimetern sowie einem Durchmesser von 2,4 bis 2,8 Millimetern herz-, nieren- bis eiförmig, etwas abgeflacht und enthalten nur einen Samen. Ihnen haften oben die Griffelreste an und unten der beständige Kelch. Die Früchte reifen von Mai bis November. Der Stiel der sterilen (unfruchtbaren) Blüten ist zuletzt fadenförmig verlängert und abstehend seidig-fedrig behaart, aus ihnen entsteht das Aussehen der namensgebenden „Perücke“. Die Blütenstiele verlängern sich nach der Anthese und die der, meist vielen, „abortiven Blüten“ ohne Frucht besitzen lange, abstehenden und meist rötliche, rosa- oder purpurfarbene bis gelbliche oder weißliche Haare.
Die Chromosomgrundenzahl beträgt x =15; es liegt Diploidie mit einer Chromosomenzahl von 2n = 30 vor.

## Ökologie
Die Blütenstände können ganz oder teilweise abbrechen und Bälle bilden, die über den Boden rollen. Die sehr leichten Früchte werden vom Wind ausgebreitet (Anemochorie).

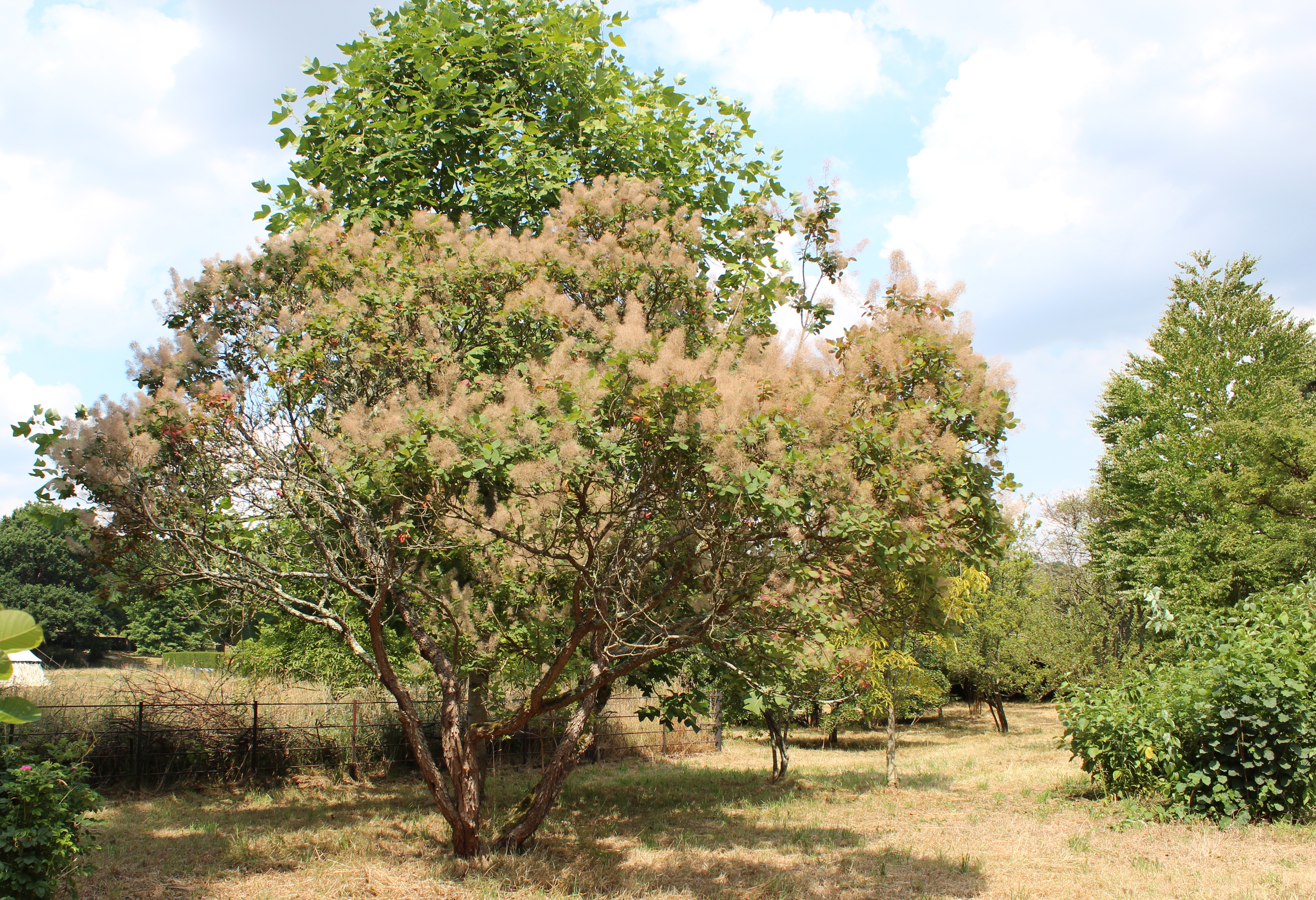
Perückenstrauch im Garten von Bateman’s, East Sussex, England

## Vorkommen
Cotinus coggygria ist im Mittelmeergebiet und im südlichen Europa, Südwestasien, nordwestlichen Indien, Nepal, Pakistan und in China heimisch. Man findet die Art aber auch in Kleinasien.
Der Status in der Roten Liste der gefährdeten Arten der Schweiz ist 2016 national NT = „Potenziell gefährdet“.
Der Perückenstrauch gedeiht auf sonnigen, trockenen, steinigen oder felsigen Hängen, oft auf kalkhaltigen Böden. In China gedeiht diese Art in Höhenlagen von 700 bis 2400 Metern und in Nepal von 1100 bis 2400 Metern. In Südosteuropa ist er eine Charakterart des Pruno mahaleb-Cotinetum aus dem Verband Berberidion, kommt aber auch in Pflanzengesellschaften der Ordnung Quercetalia pubescentis vor. Er steigt im Tessin bis in eine Höhenlage 700 Metern, in Südtirol bis 900 Metern und in den illyrischen Gebirgen bis in eine Höhenlage von 180 Metern auf.
Die ökologischen Zeigerwerte nach Landolt et al. 2010 sind in der Schweiz: Feuchtezahl F = 1+ (trocken), Lichtzahl L = 4 (hell), Reaktionszahl R = 4 (neutral bis basisch), Temperaturzahl T = 4+ (warm-kollin), Nährstoffzahl N = 2 (nährstoffarm), Kontinentalitätszahl K = 3 (subozeanisch bis subkontinental).

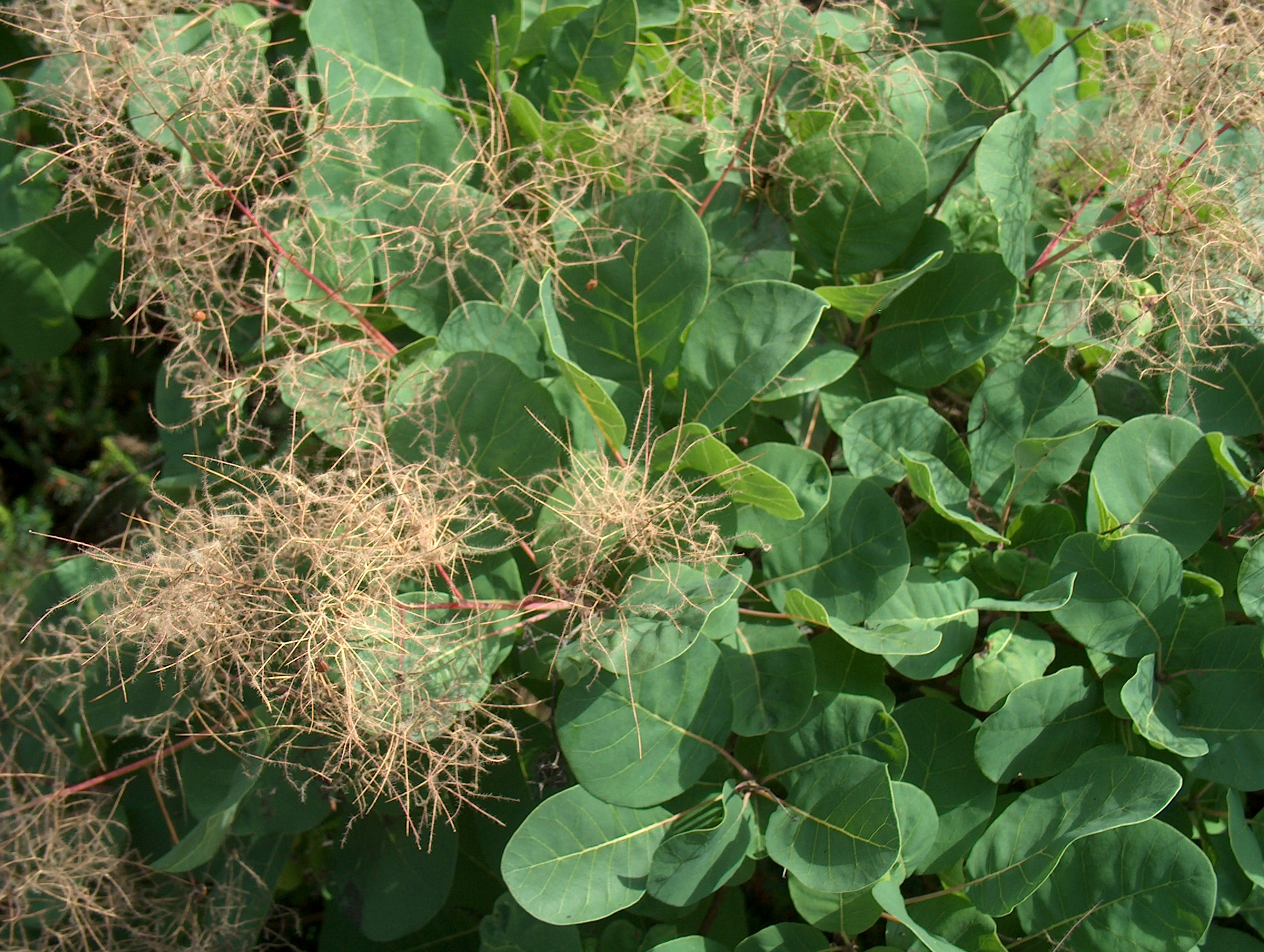
Blätter und Blütenstände
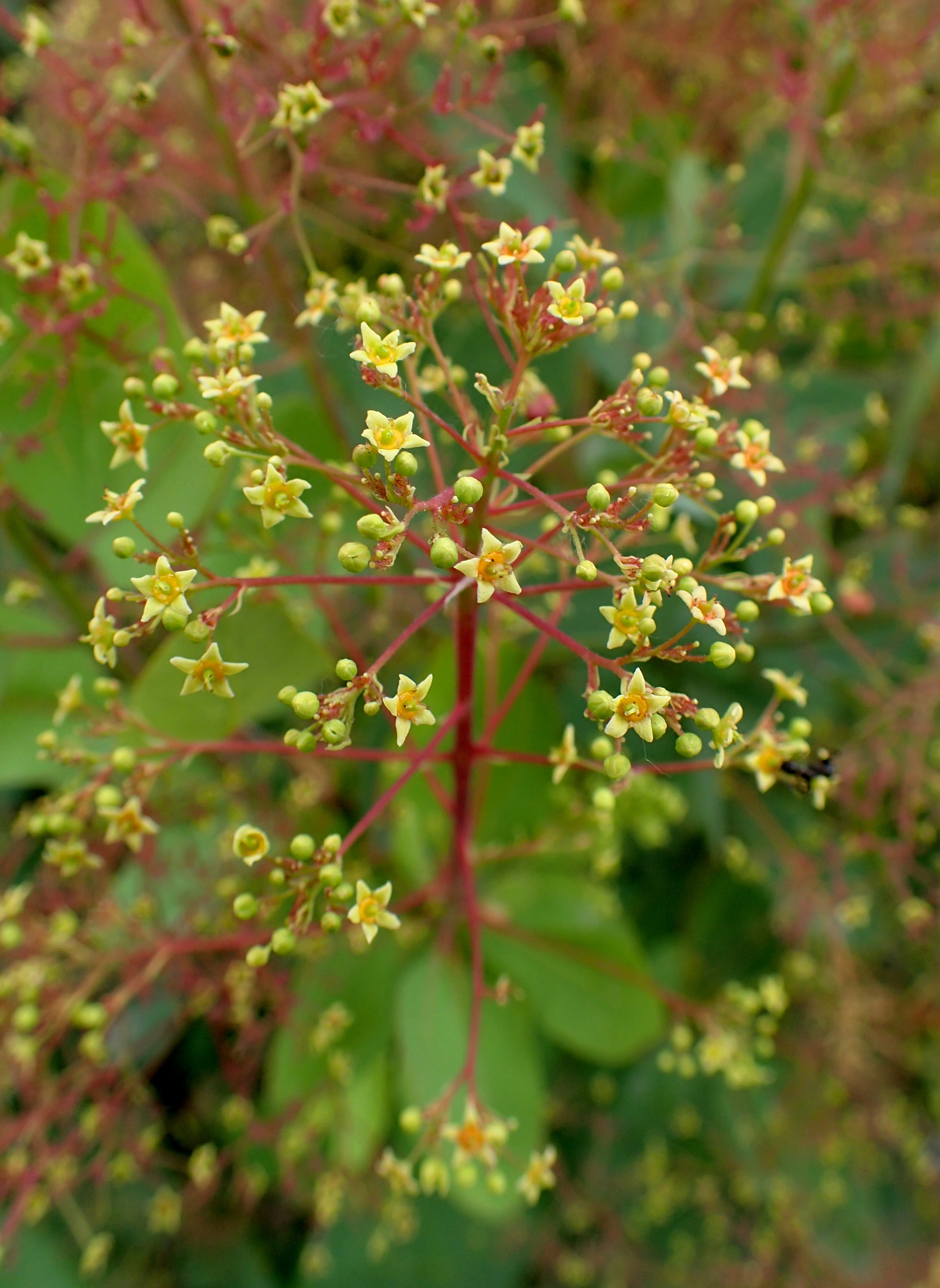
Blütenstand
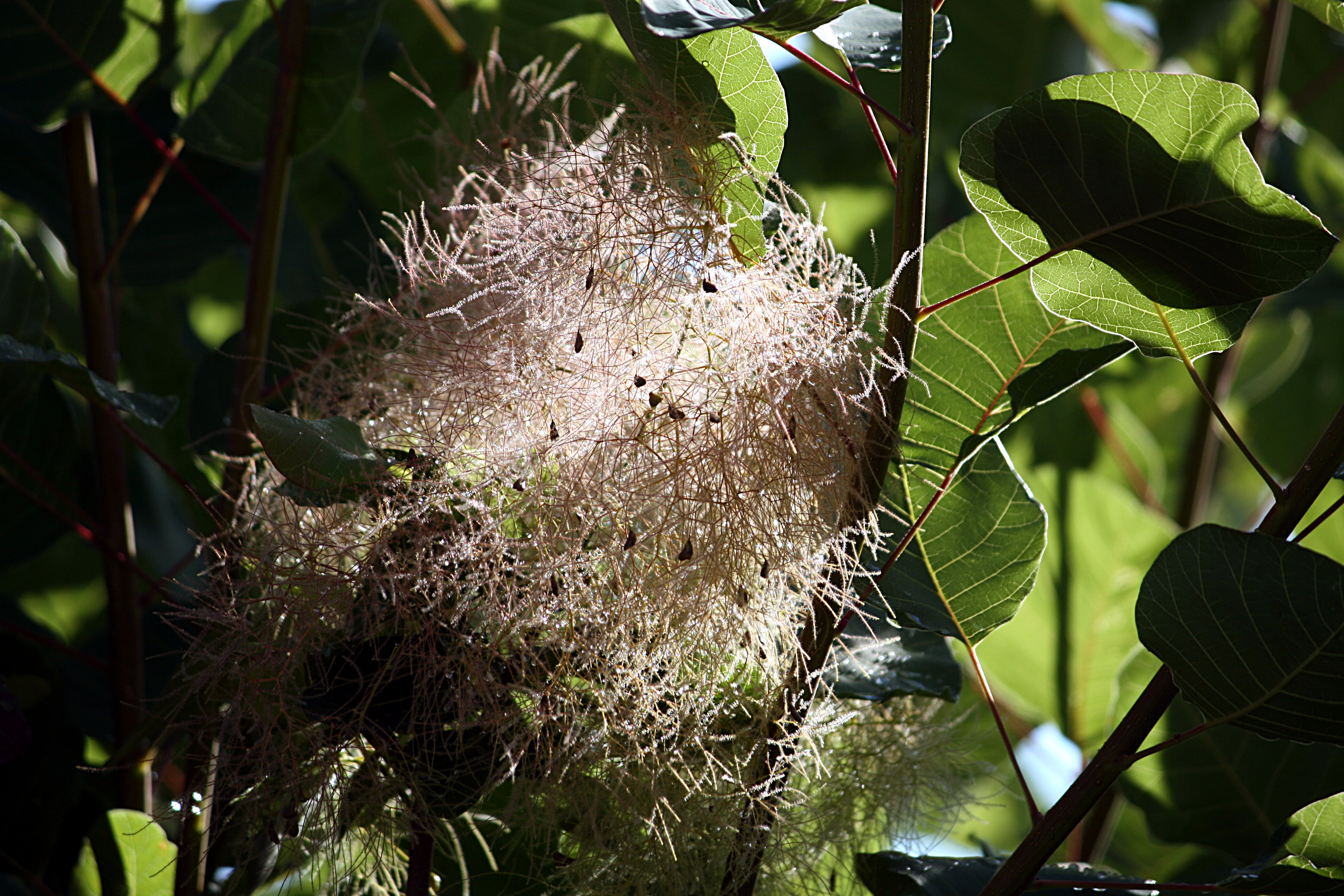
Namensgebender, perückenartiger Fruchtstand
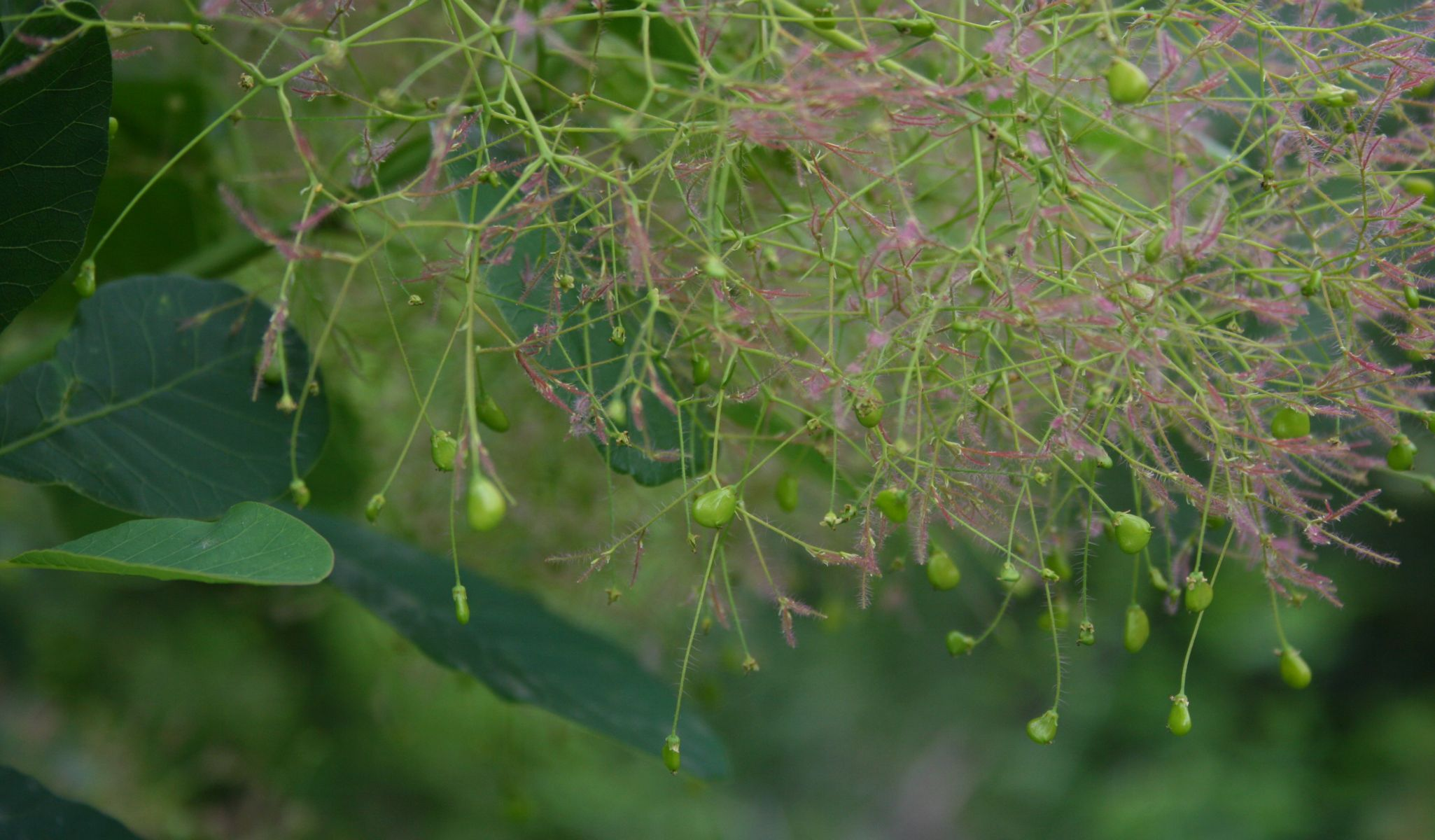
Blütenstand mit jungen Früchten
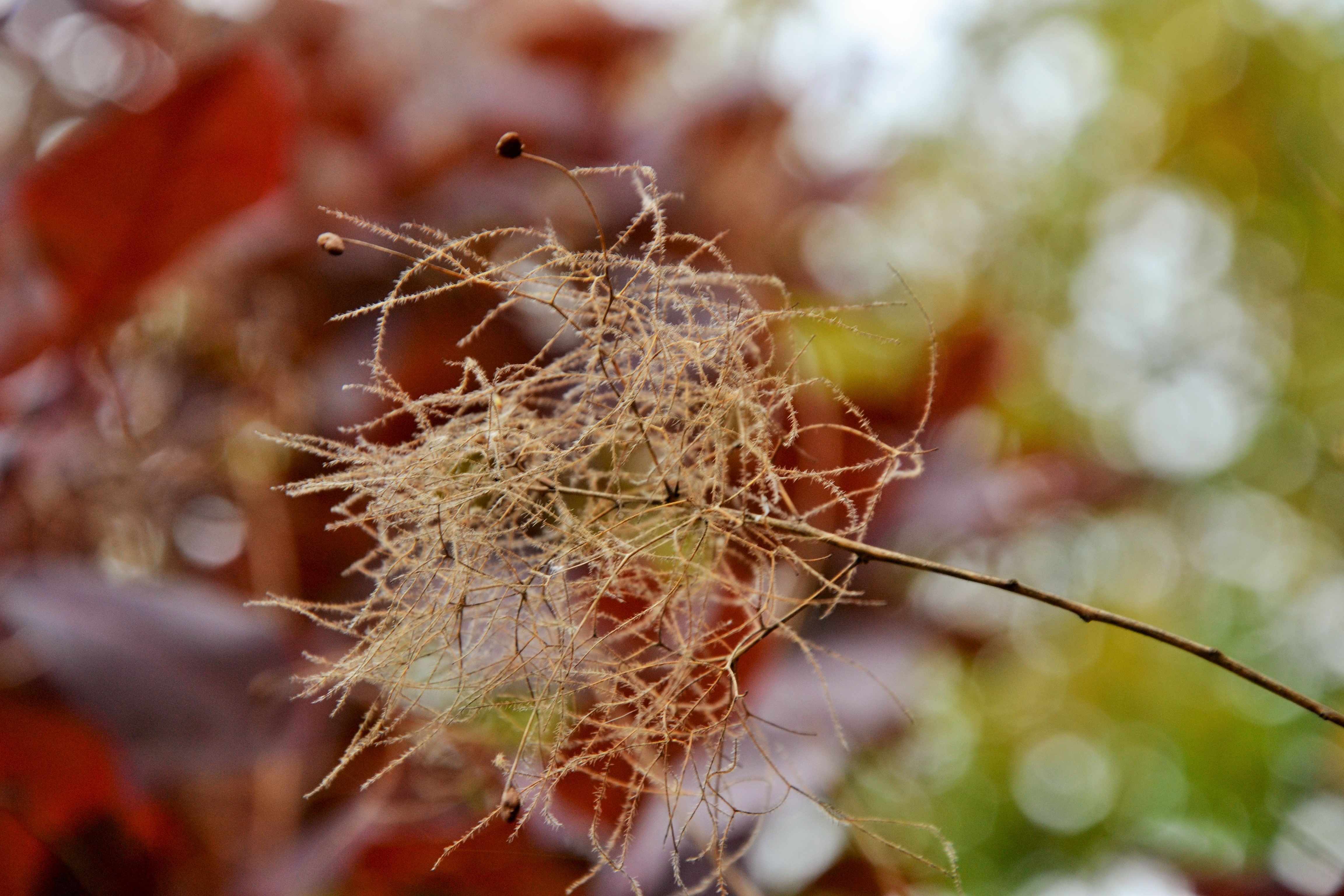
Fruchtstand, man sieht, dass nur die Fruchtstiele ohne Frucht stark behaart sind
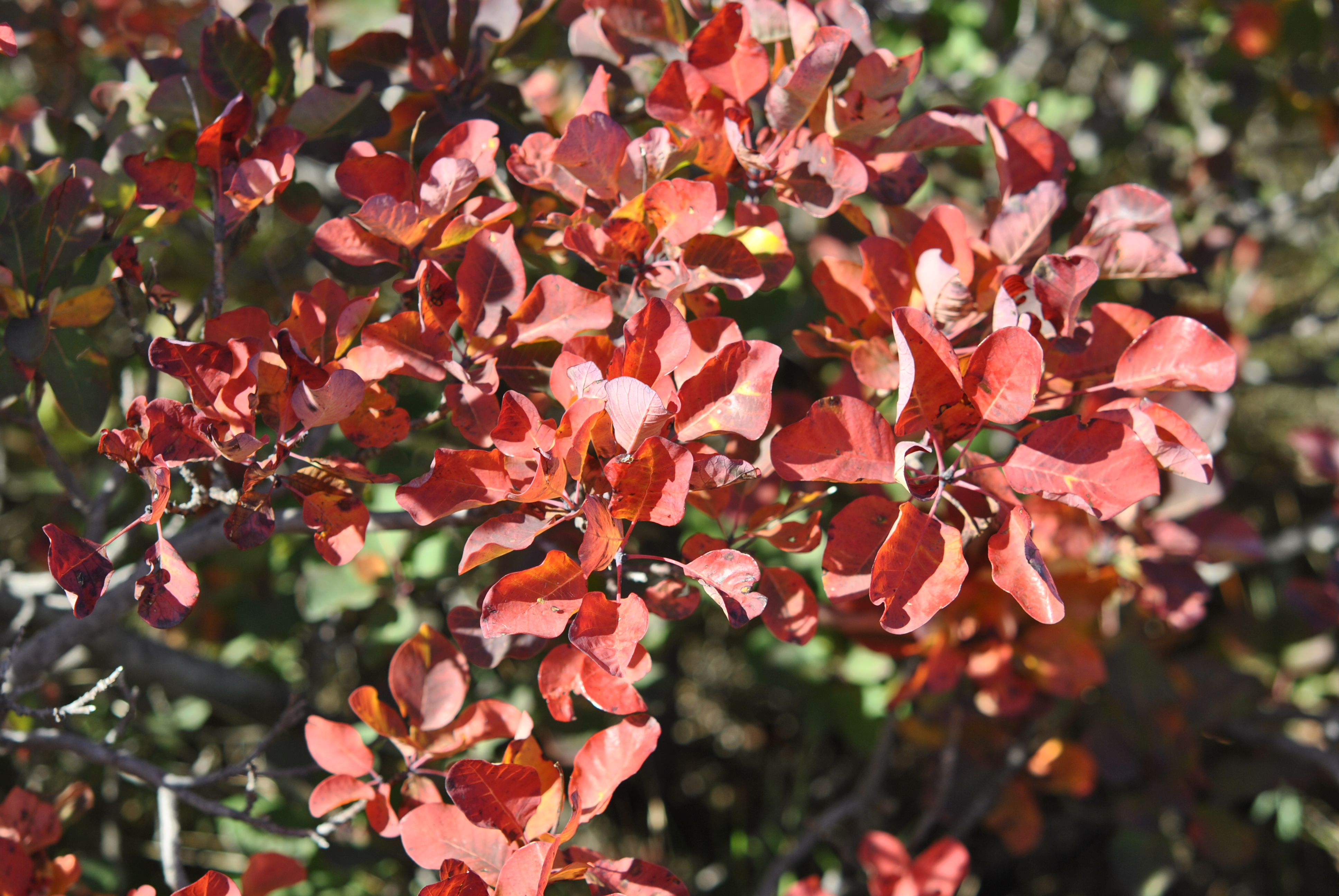
Herbstfärbung

## Systematik
Die Erstveröffentlichung dieser Art erfolgte 1753 als Rhus cotinus durch Carl von Linné in Species Plantarum, Tomus I, S. 267. Der Name Cotinus coggygria wurde 1772 durch Giovanni Antonio Scopoli in Flora Carniolica, 2. Auflage, 1, S. 220 veröffentlicht.
Je nach Autor gibt es mehrere Varietäten (Auswahl):
- Cotinus coggygria var. cinerea Engler
- Cotinus coggygria L. var. coggygria
- Cotinus coggygria var. glaucophylla C.Y.Wu
- Cotinus coggygria var. pubescens Engler: Bei dieser Varietät sind die Blätter behaart. Sie wurde aus dem Banat, aus Kleinasien und dem Kaukasusraum bekannt.[9]

## Verwendung
Die Blätter und die Rinde sind eine gute Tanninquelle. Aus den Wurzeln und dem Holz kann ein Färbemittel erhalten werden.
Wie der Name Fisetholz es schon andeutet, ist die Pflanze auch eine reichhaltige Quelle des Flavonols Fisetin, welches als Senolytikum erforscht und genutzt wird.